# Trofeo Henri Delaunay
El Trofeo Henri Delaunay es el concedido al vencedor de la Eurocopa desde su creación en 1960. Recibe el nombre de Henri Delaunay, primer secretario general de la UEFA y creador del torneo.

## Historia
El trofeo original realizado en 1960 estaba realizado en plata y fue diseñado en París por Arthur Bertrand. Pesa diez kilogramos y tiene una altura de 42,5 centímetros. 
Este trofeo de la Eurocopa se mantiene como propiedad permanente de la UEFA. El equipo que se proclame campeón en tres ocasiones consecutivas o cinco en total tiene derecho a recibir una réplica del trofeo por parte de la asociación del fútbol europeo. A iniciativa de las asociaciones de fútbol vencedoras en cada edición también se pueden confeccionar copias de hasta 4/5 partes del tamaño original con el término «réplica» fácilmente visible.
Desde la Eurocopa de Austria y Suiza de 2008, se otorgó un nuevo trofeo que reemplazó a la antigua Copa Henri Delaunay. Esta nueva es sustancialmente similar a su predecesora; sin embargo, es más grande y carece de base de mármol, ya que se consideró que era un elemento poco práctico. A cambio, la base de plata se extendió hasta los 18 centímetros. Los motivos del cambio fueron que el torneo se había ampliado a más participantes y el trofeo se consideraba de pequeño tamaño en comparación con otros de similar o inferior importancia. El nuevo trofeo fue presentado el 27 de enero de 2006, manteniendo el nombre de Henri Delaunay. Fue diseñado por la compañía de joyas Asprey.
El antiguo trofeo permanece expuesto en una vitrina de la UEFA en Nyon.

## Valor
El original de 1960 estaba cubierto de plata, y costaba 20.000 francos franceses. La nueva Coupe Henri Delaunay es de plata en un 92,5%, siendo el resto cobre. La firma fabricante la valoró en 15.400 euros, siendo el valor de la plata utilizada en su fabricación de alrededor de 3.000 dólares estadounidenses.